# Euxootera
Euxootera là một chi bướm đêm thuộc họ Noctuidae.